# Národní banka pro Čechy a Moravu v Praze
Národní banka pro Čechy a Moravu v Praze (NBČM, německy Nationalbank für Böhmen und Mähren in Prag) byla centrální banka Protektorátu Čechy a Morava v letech 1939–1945.
Vznikla 31. března 1939 na základě vládního nařízení č. 96/1939 Sb. transformací Národní banky Česko-Slovenské, přičemž její činnost byla tímto nařízením omezena pouze na území Protektorátu.
Guvernérem banky byl od 31. března 1939 do 18. května 1945 Ladislav F. Dvořák. Vliv okupační správy byl zajištěn zvláštním zmocněncem německé Říšské banky Friedrichem Müllerem, který dozoroval ústav již od poloviny března 1939, kdy byl vyhlášen Protektorát. Müller musel být informován o všech rozhodnutích banky. Po skončení druhé světové války byla v roce 1945 obnovena Národní banka Československá.